# Meldezettel (Katastrophenschutz)
Meldezettel ist die Bezeichnung für das im Fernmeldedienst des Katastrophenschutzes verwendete Formular zur Übermittlung von Meldungen, Nachrichten und Anweisungen. Es handelt sich dabei um ein Formblatt mit drei Durchschlagformularen, auf welchem ein- und ausgehende Nachrichten notiert, ihr Beförderungsweg vermerkt und die Antwort notiert werden. Anhand der Meldezettel lassen sich bei Bedarf dann Anweisungen von Einsatzleitern oder Abschnittsleitern, bzw. Meldungen von Einsatzkräften an die Einsatz-/Abschnittsleitung exakt rekonstruieren.